# Kirsten Wild

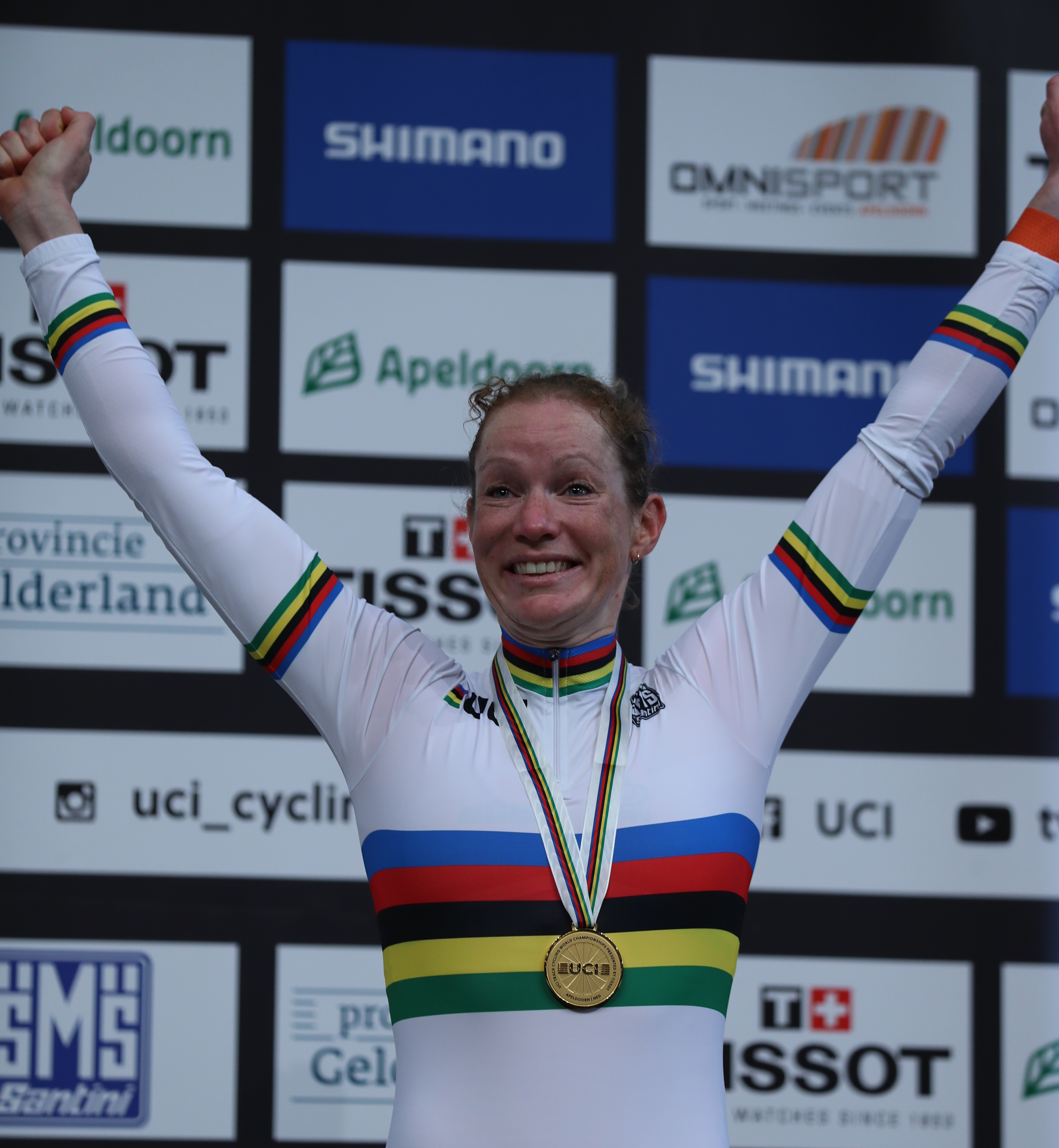
Wild war die erfolgreichste Sportlerin bei der Bahn-WM 2018

Kirsten Carlijn Wild (* 15. Oktober 1982 in Almelo) ist eine ehemalige niederländische Radrennfahrerin. Sie war eine der erfolgreichsten Radsportlerinnen der Niederlande in den ersten beiden Dekaden des 21. Jahrhunderts. Sie wurde neun Mal Weltmeisterin und acht Mal Europameisterin auf der Bahn.

## Sportliche Laufbahn
Kirsten Wild war ab 2004 im internationalen aktiv und errang zahlreiche Erfolge auf der Straße. So gewann sie 2007 die Gesamtwertung der Tour de Pologne Feminine, 2009, 2010, 2013 und 2014 die Katar-Rundfahrt. Bei den UCI-Straßen-Weltmeisterschaften 2012 gewann sie gemeinsam mit ihrem Team Bronze im Mannschaftszeitfahren.
Auch auf der Bahn war Wild erfolgreich: Bei den UCI-Bahn-Weltmeisterschaften 2011 im niederländischen Apeldoorn errang sie Bronze im Omnium.
2012 startete Kirsten Wild bei den Olympischen Spielen in London im Omnium sowie in der Mannschaftsverfolgung (mit Vera Koedooder, Ellen van Dijk und Amy Pieters) und wurde in beiden Disziplinen Sechste. 2013 siegte sie bei den Bahn-Europameisterschaften im Punktefahren. Im Jahr 2015 wurde Kirsten Wild Weltmeisterin im Scratch, im Omnium Dritte. 2016 wurde sie Vize-Weltmeisterin im Scratch.
Im selben Jahr wurde Kirsten Wild für die Teilnahme an den Olympischen Spielen in Rio de Janeiro nominiert. Im Bahnrad-Wettbewerb Omnium belegte sie dort Rang sechs. Bei den UCI-Bahn-Weltmeisterschaften 2017 in Hongkong errang sie zwei Medaillen: Silber im Omnium und Bronze im Punktefahren. 2018 wurde sie in Apeldoorn dreifache Weltmeisterin in Scratch, Punktefahren und Omnium; im Zweier-Mannschaftsfahren belegte sie gemeinsam mit Amy Pieters Rang zwei. Damit war sie der erfolgreichste Sportler bei diesen Weltmeisterschaften. Im Januar 2019 erklärte sie in einem Interview, 2018 sei das erfolgreichste Jahr ihrer Karriere gewesen; ihr Ziel sei jetzt eine Medaille bei den Olympischen Spielen 2020 in Tokio.
Im folgenden Jahr blieb Wild weiterhin erfolgreich: Nach drei Goldmedaillen bei Läufen des Bahnrad-Weltcups wurde sie zweifache Weltmeisterin auf der Bahn und errang zwei weitere Medaillen. Bei den Europaspielen in Minsk gewann sie den Wettbewerb im Scratch.
2019 startete Kirsten Wild beim Prudential RideLondon & Surrey Classic, um ihren dortigen Sieg aus dem Vorjahr zu wiederholen. 100 Meter vor dem Ziel kam es zu einem Massensturz. Wild überquerte als Erste die Ziellinie, wurde aber später ans Ende der Gruppe zurückversetzt, da sie diesen Sturz verursacht hatte. 2020 wurde sie in Berlin zweifache Weltmeisterin auf der Bahn, im Scratch und im Zweier-Mannschaftsfahren (mit Amy Pieters).
2021 errang Wild bei den Olympischen Spielen 2020 in Tokio die Bronzemedaille im Omnium. Im Madison stürzte Wild und belegte mit Pieters den vierten Rang.
Nach den UCI-Bahn-Weltmeisterschaften 2021 in Roubaix, bei denen Kirsten Wild zusammen mit Amy Pieters im Madison ein weiteres Mal Weltmeisterin wurde, beendete sie ihre Radsportlaufbahn.

## Erfolge (Auswahl)

### Straße
2006
- Gesamtwertung und zwei Etappen Ster van Walcheren

2007
- Gesamtwertung und drei Etappen Polen-Rundfahrt
- eine Etappe Holland Ladies Tour

2008
- Omloop Het Volk
- eine Etappe Ster van Walcheren

2009
- Gesamtwertung und Punktewertung Ladies Tour of Katar
- Omloop van Borsele
- Gesamtwertung und drei Etappen Le Tour Du Grand Montréal
- Prolog und eine Etappe Giro d’Italia Femminile
- Mannschaftszeitfahren Open de Suède Vårgårda (mit Kristin Armstrong, Regina Bruins, Carla Ryan, Christiane Soeder und Sarah Düster)
- drei Etappen und Punktewertung Holland Ladies Tour
- Rund um die Nürnberger Altstadt

2010
- Gesamtwertung und eine Etappe Katar-Rundfahrt
- Grand Prix International Dottignies
- Omloop van Borsele
- eine Etappe Tour of Chongming Island
- Gesamtwertung und zwei Etappen Ster van Walcheren
- Mannschaftszeitfahren Open de Suède Vårgårda (mit Charlotte Becker, Regina Bruins und Iris Slappendel)
- Open de Suède Vårgårda
- zwei Etappen Holland Ladies Tour
- eine Etappe Giro della Toscana

2011
- Omloop van Borsele

2012

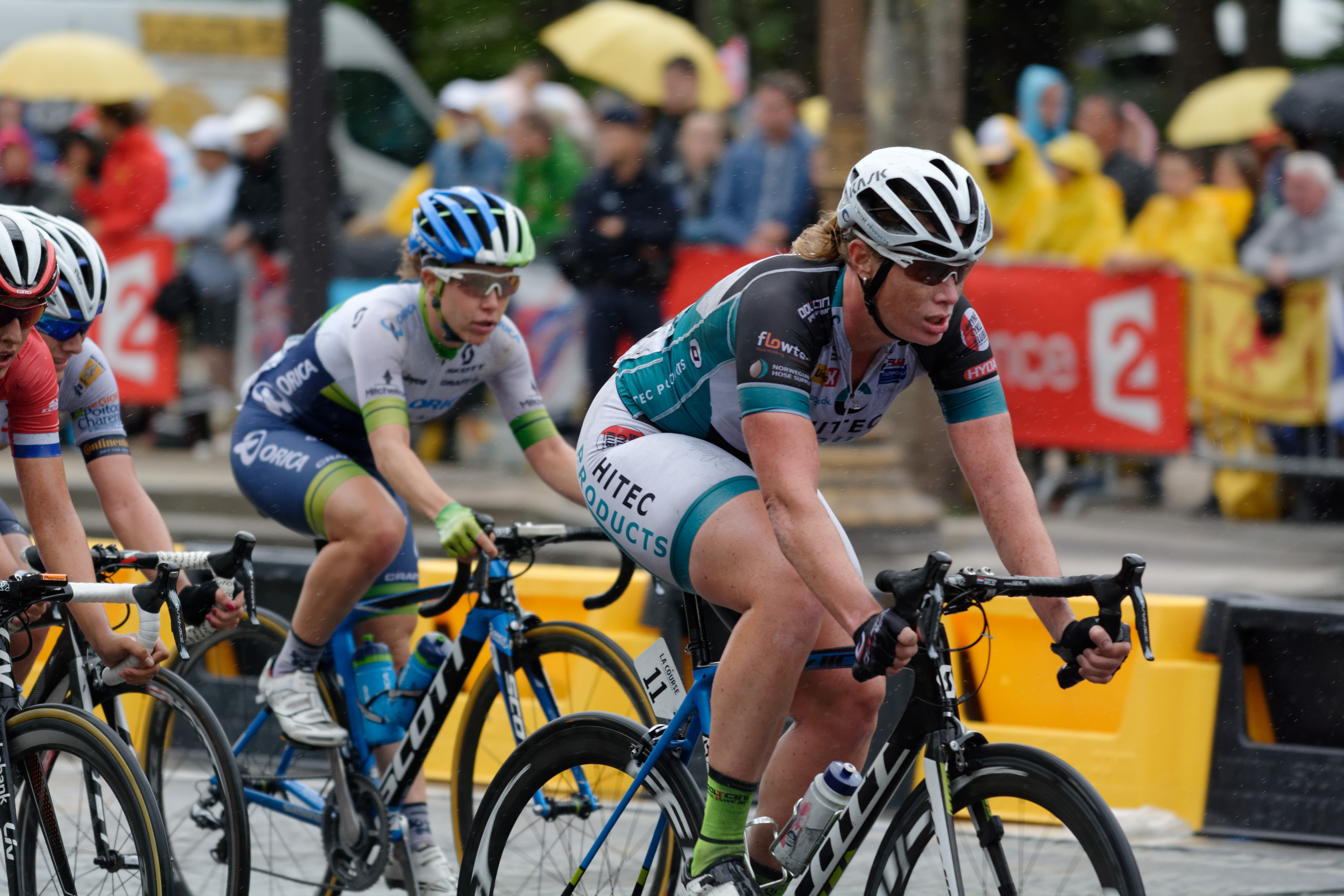
Kirsten Wild (vorne) bei La Course by Le Tour de France 2015

- Weltmeisterschaft – Mannschaftszeitfahren (mit Chantal Blaak, Lucinda Brand, Jessie Daams, Sharon Laws und Emma Pooley)
- zwei Etappen und Punktewertung Katar-Rundfahrt
- eine Etappe Energiewacht Tour
- eine Etappe Tour de Feminin – Krásná Lípa
- zwei Etappen Lotto Belisol Belgium Tour
- eine Etappe Holland Ladies Tour

2013
- Gesamtwertung, drei Etappen und Punktewertung Katar-Rundfahrt
- Punktewertung und vier Etappen Energiewacht Tour
- eine Etappe Giro d’Italia Femminile
- zwei Etappen Lotto Belisol Belgium Tour
- zwei Etappen Holland Ladies Tour

2014
- Gesamtwertung und drei Etappen Katar-Rundfahrt
- zwei Etappen Energiewacht Tour
- Gesamtwertung und zwei Etappen Tour of Chongming Island
- zwei Etappen La Route de France

2015
- eine Etappe Energiewacht Tour
- Omloop van Borsele
- Gesamtwertung und zwei Etappen Tour of Chongming Island
- eine Etappe Tour de Bretagne Féminin

2016
- Weltmeisterschaft – Straßenrennen
- eine Etappe Katar-Rundfahrt
- zwei Etappen Energiewacht Tour
- eine Etappe Tour de Yorkshire
- eine Etappe Kalifornien-Rundfahrt

2017
- zwei Etappen Santos Women’s Tour
- eine Etappe Tour of Chongming Island
- eine Etappe Boels Rental Ladies Tour

2018
- eine Etappe, Punktewertung und Mannschaftszeitfahren Healthy Ageing Tour
- eine Etappe Tour of Chongming Island
- eine Etappe und Bergwertung Tour de Yorkshire Womens Race
- eine Etappe Giro d’Italia Femminile
- RideLondon Classique

2019
- Drei Tage von De Panne
- Gent–Wevelgem
- zwei Etappen und Punktewertung Healthy Ageing Tour
- zwei Etappen und Punktewertung Tour de Bretagne Féminin
- Sprintwertung Boels Rental Ladies Tour

### Bahn

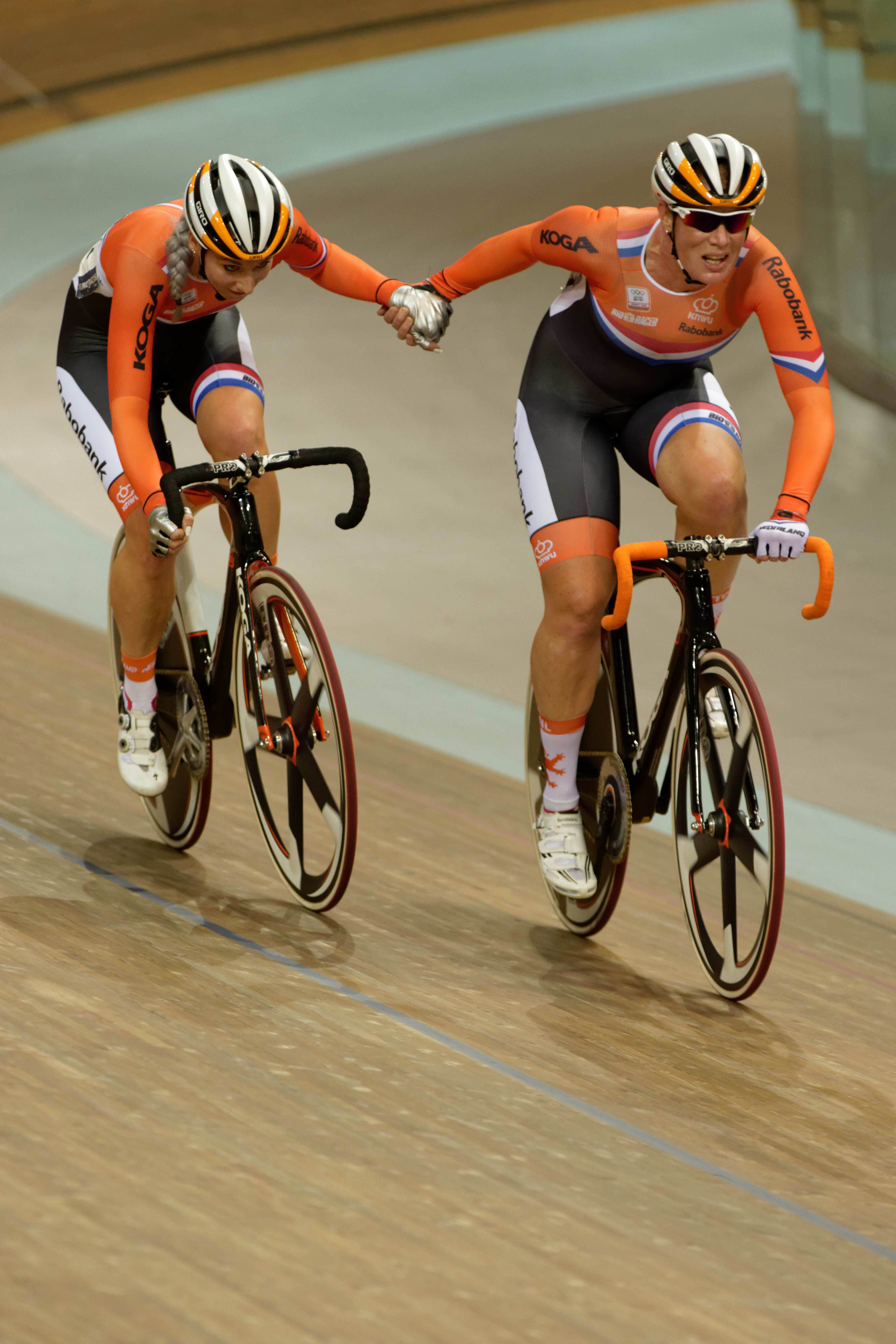
Wild (r.) mit Amy Pieters im Zweier-Mannschaftsfahren bei der EM 2016

2008
- Niederländische Meisterin – Scratch

2010
- Niederländische Meisterin – Punktefahren

2011
- Weltmeisterschaft – Omnium
- Bahnrad-Weltcup in Astana – Mannschaftsverfolgung (mit Amy Pieters und Ellen van Dijk)
- Niederländische Meisterin – Punktefahren, Scratch, Zweier-Mannschaftsfahren (mit Ellen van Dijk)

2012
- Niederländische Meisterin – Omnium

2013
- Europameisterin – Punktefahren
- Niederländische Meisterin – Omnium

2015
- Weltmeisterin – Scratch
- Weltmeisterschaft – Omnium
- Bahnrad-Weltcup in Cali – Omnium
- Europameisterschaft – Scratch
- Niederländische Meisterin – Einerverfolgung, Zweier-Mannschaftsfahren (mit Nina Kessler)

2016
- Weltmeisterschaft – Scratch
- Europameisterin – Ausscheidungsfahren, Punktefahren
- Europameisterschaft – Omnium
- Europameisterschaft – Zweier-Mannschaftsfahren (mit Nina Kessler), Scratch
- Niederländische Meisterin – Zweier-Mannschaftsfahren (mit Nina Kessler), Scratch, Punktefahren, Einerverfolgung

2017
- Weltmeisterschaft – Omnium
- Weltmeisterschaft – Punktefahren
- Bahnrad-Weltcup in Pruszków – Omnium
- Europameisterin – Ausscheidungsfahren
- Europameisterschaft – Omnium
- Europameisterschaft – Zweier-Mannschaftsfahren (mit Amy Pieters)
- Niederländische Meisterin – Omnium, Scratch, Zweier-Mannschaftsfahren (mit Nina Kessler)

2018
- Weltmeisterin – Scratch, Omnium, Punktefahren
- Weltmeisterschaft – Zweier-Mannschaftsfahren (mit Amy Pieters)
- Weltcup in Minsk – Punktefahren, Omnium
- Europameisterin – Scratch, Omnium
- Europameisterschaft – Zweier-Mannschaftsfahren (mit Amy Pieters)
- Weltcup in Saint-Quentin-en-Yvelines – Omnium
- Weltcup in London – Omnium
- Niederländische Meisterin – Scratch, Punktefahren, Zweier-Mannschaftsfahren (mit Amy Pieters)

2019
- Bahnrad-Weltcup in Hongkong - Omnium, Zweier-Mannschaftsfahren (mit Amy Pieters)
- Bahnrad-Weltcup 2018/19 - Gesamtwertung Omnium
- Weltmeisterin – Omnium, Zweier-Mannschaftsfahren (mit Amy Pieters)
- Weltmeisterschaft - Scratch
- Weltmeisterschaft - Punktefahren
- Europaspielesiegerin - Scratch, Omnium
- Europaspiele - Zweier-Mannschaftsfahren (mit Amber van der Hulst)
- Europameisterin – Omnium, Ausscheidungsfahren
- Europameisterschaft – Zweier-Mannschaftsfahren (mit Amy Pieters)
- Bahnrad-Weltcup in Minsk - Scratch, Zweier-Mannschaftsfahren (mit Amy Pieters)
- Bahnrad-Weltcup in Glasgow - Omnium
- Niederländische Meisterin – Omnium

2020
- Weltmeisterin – Scratch, Zweier-Mannschaftsfahren (mit Amy Pieters)

2021
- Olympische Spiele – Omnium
- Weltmeisterin – Zweier-Mannschaftsfahren (mit Amy Pieters)
- Weltmeisterschaft – Punktefahren